# Nyāya Sūtras
Nyāya Sūtras är en antik indisk filosofisk text skriven av Akshapada Gotama (Akṣapāda Gautama), som levde någon gång under 100-talet f.Kr.
Sutrorna består av fem kapitel, var och en med två delar. Huvuddelen av texten daterar ungefär till 100-talet f.Kr., men den innehåller signifikanta senare tillägg. 
Nyayasutrornas syfte är att den som sätter sig in i innehållet ska kunna uppnå frigörelse, det vill säga den allmänna indisk-filosofiska föreställningen om moksha. Detta uppnås genom kunskap om de sexton kategorierna, som sutrorna redogör för.